# Michael Stolleis
Michael Stolleis (Ludwigshafen am Rhein, 20 de julho de 1941 – Frankfurt am Main, 18 de março de 2021) foi um jurista e historiador do direito alemão. Ele foi até sua aposentadoria, em 2006, Professor de Direito Público e História do Direito na Universidade de Frankfurt, e de 1991 até o final de 2009, diretor do Instituto Max Planck de História do Direito Europeu. Norbert Frei afirma que “Michael Stolleis personifica a História do Direito na Alemanha”. 

## Biografia
Stolleis é filho do também jurista Erich Stolleis, que foi prefeito de Ludwigshafen. Depois de se formar no ensino médio em 1960, no atual Kurfürst-Ruprecht-Gymnasium, em Neustadt an der Weinstrasse, estudou direito, germanística e história da arte em Heidelberg e em Würzburg. Em 1965 ele passou em seu primeiro e em 1969 em seu segundo exame de bacharelado em direito (Staatsexamen). Concluiu seu doutorado em 1967, em Munique, sob orientação do Professor sueco Sten Gagnér.
Após um curto período de tempo como assistente de Axel Freiherr von Campenhausen, Stolleis habilitou-se em 1973 em Munique para as disciplinas de Direito Constitucional e Administrativo, História do Direito Moderna e Direito Canônico. Um ano depois, ele foi nomeado professor na Universidade de Frankfurt. Em 1991 ganhou o Prêmio Gottfried Wilhelm Leibniz da Deutsche Forschungsgemeinschaft. No mesmo ano, foi nomeado diretor do Instituto Max Planck de História do Direito Europeu (MPIeR) em Frankfurt am Main. Em 2006 tornou-se professor emérito da Universidade de Frankfurt e aposentou-se como diretor do MPIeR, mas reassumiu a partir de setembro de 2007 até o final de 2009 como diretor interino. Ele é membro de academias científicas e coeditor de periódicos e revistas.
Suas principais áreas de pesquisa estão nas áreas de direito público (direitos sociais), história do direito e história do direito moderna (especialmente a história da ciência do direito público). Pelo conjunto de sua obra em pesquisa e ensino e pelo seu exemplar engajamento com serviço voluntário ele foi premiado em 5 de maio de 2010 com a Bundesverdienstkreuz de 1ª Classe. Desde 2004, é membro da Academia Leopoldina. Desde 2014 é membro da Orden pour le Mérite für Wissenschaften und Künste.
Morreu em 18 de março de 2021, aos 79 anos de idade, em Frankfurt am Main.

## Associações e trabalho voluntário
- Akademie der Wissenschaften und der Literatur
- Academia de Ciências de Göttingen
- Academia das Ciências de Berlim
- Membro da Academia de Ciências da Finlândia
- Membro da Academia Real de Ciências da Dinamarca (2001)
- Membro da Deutsche Akademie für Sprache und Dichtung (2002)
- Membro da Academia Leopoldina (2004)
- Presidente do Conselho de Curadores do Weltkulturen Museum (2006)[3][4]

## Distinções

### Doutorado honoris causa
- Universidade de Lund (1999)
- Universidade de Toulouse (2002)
- Universidade de Pádua (2004)
- Universidade de Helsinque (2010)

### Prêmios
- Prêmio Gottfried Wilhelm Leibniz (1991)
- Prêmio de pesquisa do Sveriges Riksbank (1994)
- Prêmio Balzan de História do Direito da Modernidade (2000)

### Ordens
- Ordem do Mérito da República Federal da Alemanha de 1ª Classe (5 de maio de 2010)[5]
- Pour le Mérite für Wissenschaften und Künste (2014)
- Ordem do Mérito da República Federal da Alemanha Grã-Cruz de Mérito com Estrela (2015)[6]